# 姜韬
姜韬（1963年12月—），英文名Jiang Tao，中国科学院遗传与发育生物学研究所高级工程师。

## 生平
1963年12月出生，1988年6月北京大学化学系研究生毕业，毕业后进入中国科学院发育生物学研究所工作，现任為北京九强生物独立董事，為生物工程技术、蛋白质分析技术的研究者和普及者、蛋白质纯化与分析技术专家，近年来在中国科学院大学讲授研究生课程《生物科学研究高端仪器介绍-原理与应用》，在全国各地社区、中小学、工业界、科技界等做过多场生物工程或农业基因工程的科普讲座。